# Marcella (film 1915)
Marcella è un film del 1915 diretto da Baldassarre Negroni, tratto dalla commedia Marcella di Victorien Sardou. Protagonista, Hesperia, moglie di Negroni.
Il film venne presentato in prima romana il 18 gennaio 1916.

## Trama
In una ricca famiglia nobiliare arriva Marcella di Treville, una giovane istitutrice costretta al lavoro da un dissesto finanziario. Di lei si innamora il contino Oliviero, figlio della contessa Couturier. La quale si infuria con Marcella e la scaccia quando viene a sapere un'infamante storia sulla ragazza. Ma si tratta di una calunnia, messa in giro da un pretendente respinto. La contessa si ricrede e i due giovani possono sposarsi.

## Critica
(La Vita-Cinematografica, 31 gennaio 1916)

## Altre versioni
- 1937 Marcella di Guido Brignone con Caterina Boratto